# كوزموس 359
كوزموس 359 (بالإنجليزية: Kosmos 359)‏ مسبار فضائي سوفيتي أطلق بتاريخ 22 أغسطس 1970 بهدف استكشاف كوكب الزهرة. ولكن حدث خطأ تسبب في تعطيل المرحلة النهائية من الصاروخ مما جعل المركبة عالقة في مدار بيضاوي حول الأرض.